# Willem Jacobus Eijk
Willem Jacobus "Wim" Eijk (Duivendrecht, 22 de juny de 1953) és un prelat neerlandès de l'Església Catòlica. L'11 de desembre de 2007 el Papa Benet XVI nomenà Eijk com a arquebisbe d'Utrecht i, el 26 de gener següent Eijk s'instal·là a la catedral de Santa Caterina d'Utrecht, com a 70è successor de sant Willibrord a la seu d'Utrecht. Anteriorment havia estat bisbe de Groningen-Leeuwarden. El 18 de febrer de 2012, Benet XVI el va fer cardenal.

Bisbe de Groningen-Leeuwarden

## Biografia
Willem Jacobus Eijk va néixer el 22 de juny de 1953 a Duivendrecht, Holanda del Nord.
Eijk estudià medicina a la Universitat d'Amsterdam, graduant-se el 1978. Després d'una intensa deliberació amb el llavors bisbe Simonis, començà els estudis al seminari de Rolduc de Kerkrade per esdevenir prevere. Des de 1979 combinà la seva formació teològica amb l'estudi d'ètica mèdica a la Universitat de Leiden.
Va ser ordenat prevere el 1985, sent incardinat al bisbat de Roermond, sent destinat a la parròquia de Sant Antoni de Pàdua de Venlo Blerick. El 1987 completà el seu doctorat en medicina, amb una dissertació sobre l'eutanàsia.
Eijk és alumne de la Pontifícia Universitat de Sant Tomàs d'Aquino (Angelicum), on el 1990 completà el doctorat en filosofia, amb una dissertació titulada «Els problemes ètics de l'enginyeria genètica d'éssers humans»
Eijk també assolí el doctorat en teologia a la Pontifícia Universitat del Laterà de Roma. Al mateix temps ensenyà teologia moral al seminari de Rolduc. Des de 1996 Eijk ensenyà teologia moral a la Facultat de Teologia de Lugano (Suïssa). Des de 1997 fins a 2002 va ser membre de la Comissió Teològica Internacional.

### Bisbe
Quan Eijk va ser nomenat bisbe de Groningen-Leeuwarden el 17 de juliol de 1999, escollí el lema Noli recusare laborem (No rebutjarem el treball), pres de la darrera pregària de sant Martí de Tours.
Eijk és conegut per ser ortodox. Alguns consideren que les seves opinions són relativament extremes comparades amb la majoria dels holandesos, especialment les seves opinions sobre l'avortament o l'homosexualitat. Altres han argumentat que no ha fet res més que seguir el magisteri oficial de l'Església Catòlica. El 2001 patí un hematoma subdural, però es recuperà totalment.
L'11 de desembre de 2007, Benet XVI elevà Eijk a arquebisbe d'Utrecht. Va prendre possessió de l'arxidiòcesi, fent la seva entrada a la catedral metropolitana d'Utrecht el 26 de gener de 2006. Al maig de 2008 el Papa Benet XVI nomenà l'arquebisbe Eijk com a membre de la congregació pel Clergat, a més de les seves tasques com a Arquebisbe d'Utrecht. El 2011 va ser elegit President de la Conferència Episcopal Neerlandesa.
El 18 de febrer de 2012, el Papa Benet XVI va fer cardenal a Eijk, sent creat Cardenal prevere de San Callisto. A més de les seves tasques a la Congregació pel Clergat, el 21 d'abril Eijk va ser nomenat membre de la congregació per l'Educació Catòlica.